# Orestes Caviglia
Orestes Caviglia (n. 9 noiembrie 1893, Buenos Aires, Argentina – d. 1 aprilie 1971, San Miguel de Tucumán, Provincia Tucumán, Argentina) a fost un actor de film și teatru și regizor de film argentinian.
A regizat filmul Al toque de clarín în 1941.

## Filmografie
- Tararira (la bohemia de hoy) (1936)
- El pobre Pérez (1937)
- Viento Norte (1937)
- Melgarejo (1937)
- Cadetes de San Martín (1937)
- Palermo (1937)
- Una porteña optimista (1937)
- Huella (1940)
- Cita en la frontera (1940)
- La cabalgata del circo (1945)
- Albergue de mujeres (1946)
- De padre desconocido (1949)
- La cuna vacía (1949)
- Nace la libertad (1949)
- Șeful (1958)
- Paula captivă (1963)
- El octavo infierno (1964)